# Maciej Klisz
Maciej Klisz (ur. 29 listopada 1972 w Krakowie) – generał broni Wojska Polskiego, szef sztabu 1 pułku specjalnego (2005–2006), szef sztabu Jednostki Wojskowej Komandosów (2012–2016). Absolwent Podyplomowych Studiów Polityki Obronnej w US Army War College w Carlisle Barracks (2020). W lutym 2023 powołany na dowódcę Wojsk Obrony Terytorialnej, od 10 października 2023 Dowódca Operacyjny Rodzajów Sił Zbrojnych.

## Życiorys

### Wykształcenie
Absolwent Wyższej Szkoły Oficerskiej im. Tadeusza Kościuszki we Wrocławiu (1995), Akademii Obrony Narodowej (2005), Podyplomowych Studiów Operacyjno-Taktycznych (2006) oraz US Army War College (2020). Ukończył wiele wojskowych kursów i szkoleń, m.in.: kurs planowania operacyjnego w układzie narodowym jak i sojuszniczym, kursy planowania oraz prowadzenia lądowych i powietrznych operacji specjalnych, działań niekonwencjonalnych, studium bezpieczeństwa i terroryzmu w Marshall Center, a także kurs zarządzania projektami strategicznymi. W 2001 w USA ukończył kurs oficera wojsk powietrznodesantowych, w tym kurs skoczka spadochronowego, kurs Pathfinder oraz kurs Ranger.

### Przebieg służby
Maciej Klisz rozpoczął studia w 1991 w Wyższej Szkole Oficerskiej Wojsk Zmechanizowanych we Wrocławiu, które ukończył w 1995 i został mianowany na pierwszy stopień oficerski – podporucznika. Zawodową służbę wojskową rozpoczął na stanowisku dowódcy plutonu szturmowego w 6 Brygadzie Desantowo-Szturmowej w Krakowie. W latach 1996–1997 dwukrotnie pełnił służbę w 16 bpd na stanowisku dowódcy plutonu szturmowego w Polskim Kontyngentcie Wojskowym w Bośni i Hercegowinie w ramach sił NATO IFOR. W 1998 był jako oficer-tłumacz w składzie 18 bdsz będącego w odwodzie strategicznym SFOR. 
W latach 1999–2000 pełnił służbę w 6 bdsz na stanowisku dowódcy kompanii szturmowej w PKW Bośni i Hercegowinie w ramach sił NATO SFOR z wydzielonym komponentem Sił Zbrojnych RP z 6 BDSz. W sumie w operacjach wojskowych na Bałkanach pełnił służbę przez okres 25 miesięcy. W 2005 ukończył studia w Akademii Obrony Narodowej, a w 2006 po ukończeniu podyplomowych studiów operacyjno-taktycznych został skierowany do Szefostwa Działań Specjalnych Sztabu Generalnego Wojska Polskiego, gdzie objął stanowisko oficera operacyjnego. Następnie jako pierwszy polski oficer służył na poziomie operacyjnym jako doradca ds. sił specjalnych (SOF Advisor) w Response Operations Forces Command (RFOC) w Niemczech. 
W 2010 powierzono mu funkcję szefa wydziału w Dowództwie Wojsk Specjalnych, a potem został skierowany do Lublińca, obejmując funkcję szefa sztabu w Jednostce Wojskowej Komandosów. W 2015 był szefem sztabu w PKW w Afganistanie podczas misji szkoleniowej Resolute Support komponentu sił specjalnych NATO (NSOCC-A). Służbę w wojskach specjalnych kontynuował do 2016. Od 24 października 2016 do 5 kwietnia 2019 piastował funkcję szefa sztabu Wojsk Obrony Terytorialnej. Po ukończeniu z wyróżnieniem rocznych Podyplomowych Studiów Polityki Obronnej w US Army War College w Carlisle Barracks w USA, w dniu 14 sierpnia 2020 minister obrony narodowej Mariusz Błaszczak powołał go na stanowisko zastępcy dowódcy Wojsk Obrony Terytorialnej. 
15 sierpnia 2021 prezydent RP Andrzej Duda mianował go na stopień generała brygady. Z dniem 1 stycznia 2023 objął czasowe pełnienie obowiązków dowódcy Wojsk Obrony Terytorialnej. Z dniem 7 lutego 2023 r. mianowany na stanowisko Dowódcy Wojsk Obrony Terytorialnej. 14 sierpnia 2023 prezydent RP Andrzej Duda mianował go na stopień generała dywizji. 10 października 2023 został zwolniony ze stanowiska Dowódcy WOT i mianowany na stanowisko Dowódcy Operacyjnego Rodzajów Sił Zbrojnych. 14 sierpnia 2025 mianowany na stopień generała broni przez prezydenta RP Karola Nawrockiego.

## Awanse[1]
- podporucznik – 1995[5]
- porucznik – 1998
- kapitan – 2004
- major – 2006
- podpułkownik – 2011
- pułkownik – 2016

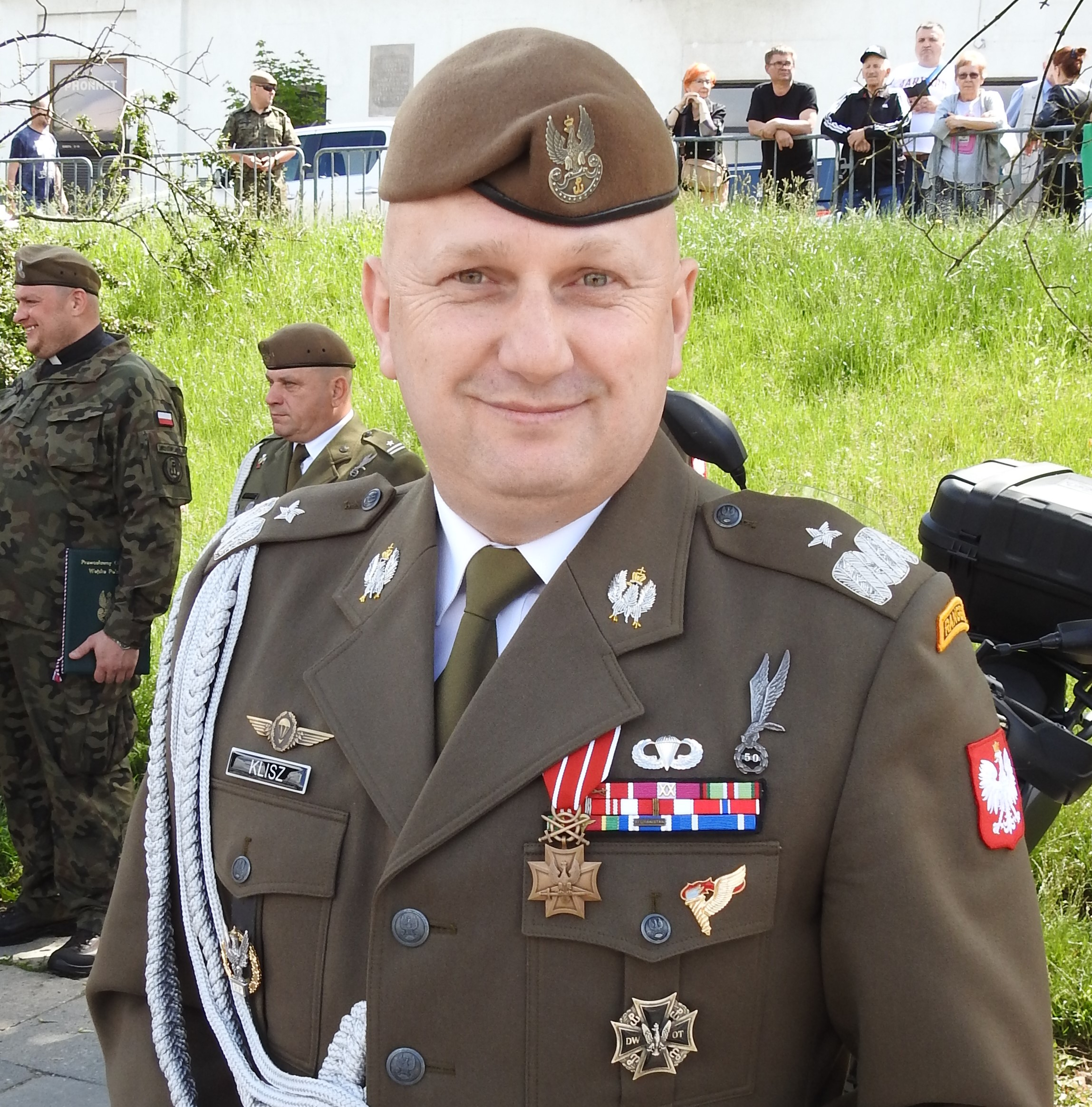
Jako generał brygady (2022)

- generał brygady – 15 sierpnia 2021[21]
- generał dywizji – 14 sierpnia 2023[22]
- generał broni - 14 sierpnia 2025[20]

## Ordery, odznaczenia i wyróżnienia
- Wojskowy Krzyż Zasługi z Mieczami[5]
- Srebrny Medal za Długoletnią Służbę
- Gwiazda Afganistanu[5]
- Srebrny Medal „Siły Zbrojne w Służbie Ojczyzny”
- Złoty Medal „Za zasługi dla obronności kraju”
- Odznaka Skoczka Spadochronowego Wojsk Powietrznodesantowych – 1993
- Odznaka Honorowa Wojsk Specjalnych
- Odznaka pamiątkowa DWOT
- Odznaka pamiątkowa US Army War College – 2019 (ex officio)
- Odznaka pamiątkowa DORSZ – 2023, ex offixio
- Odznaka tytułu honorowego "Zasłużony Żołnierz RP" I Stopnia (Złota)
- Medal 5-lecia WOT
- Medal Stulecia Odzyskanej Niepodległości
- Złoty Krzyż Biskupa Polowego Deo et Patriae – 2024[23]
- Krzyż XXX-lecia Ordynariatu Polowego – 2022[24]
- Bronze Star – Stany Zjednoczone[5]
- Basic Parachutist Badge(inne języki) – Stany Zjednoczone
- Pathfinder Badge(inne języki) – Stany Zjednoczone
- Ranger Tab – Stany Zjednoczone
- Fallschirmspringerabzeichen der Bundeswehr in Bronze(inne języki) – Niemcy
- Medal Klubu Generałów Republiki Słowackiej (z okuciem wojsk specjalnych) – Słowacja
- Medal NATO z klamrą AFGHANISTAN (za misję Resolute Support)
- Medal NATO za służbę w Jugosławii (za misje IFOR/SFOR)

i inne.